# فريق الشارع
يستخدم مصطلح فريق الشارع في التسويق لوصف مجموعة من الأشخاص الذين «يجوبون الشوارع» للترويج لحدث أو منتج. و«فرق الشارع» عبارة عن أدوات دعائية تم تبنيها في الصناعة كعنصر أساسي مثالي في ميزانيات شركات الترفيه وشركات تسويق التسجيلات الصوتية ومجال التكنولوجيا ومسوقي العلامات التجارية للشركات وشركات الإعلام الجديدة والمسوقين المباشرين في جميع أنحاء العالم.

## معلومات تاريخية
تم تطوير نموذج «فريق الشارع» الدائم الحالي على يد شركات مدنية لتسويق التسجيلات الصوتية مثل لاود ريكوردز وجايف وباد بوي وروك أفيللا وبريوريتي ريكوردز وروثليس ريكوردز. أسست شركات راب لتسويق التسجيلات الصوتية جسرًا معقولاً وشديد الفاعلية نحو جمهورها المستهدف والذي لم يتطلب الوسائل تقليدية الموجودة في الطباعة والراديو والوسائل التلفزيونية وعروض توزيع التسجيلات على نطاق واسع بعيدة المنال.
وقد كانت نسخة جديدة من شركات التسويق الميداني «الجيدة» ذات المصداقية التي تعمل من أجلك مع قدرتها على عمل دعاية لفنانك (علامتك التجارية) من خلال تفاعلات النظراء ذات المصداقية وتأثير الكلمة الحيوية في التسويق.
بدأ هذا التكتيك الشعبي في الانتشار الجزئي في منتصف التسعينيات من القرن العشرين من أكبر محتكري توزيع التسجيلات الصوتية محاولين أن يقضوا على الراب والأنواع الموسيقية الأحدث من توزيع الراديو والتوزيع الهائل بسبب السمة المبكرة لـ«راب العصابات» و«قطاع الطرق» على هذه الأنواع برمتها.
استخدمت شركات التسجيل المستقلة الصغيرة فرق الشارع كأداة لخداع الموزعين الكبار والشركات المالكة لشركات التسجيلات بعيدي المنال. وقام ملاك آخرون لشركات التسجيل المستقلة باستخدام فرق الشارع كطريقة للمساواة بين الفنانين لكسب عطف شركات موسيقى أكبر أو موزعين موسيقيين كبار لدمج أو بيع جزء من أو كل الشركة. (انظر مبيعات لاود ريكوردز في آخر التسعينيات)
ولأن الشركات الصغرى تحاول دخول عالم الأعمال الموسيقية، فقد اتجه تفكيرها بشكل جزئي إلى إنشاء قاعدة من جمهور المعجبين في الأسواق الرئيسية فقامت أولاً، بعمل دعاية قوية في الشارع واستفادت من «الزخم الشعبي في الشارع» وحاولت في بادئ الأمر الوصول إلى محطات الراديو المحلية من خلال الدعاية/الدعاية الشفوية، ثم الذهاب إلى كبار موزعي الموسيقى بمفاوضات أقوى على سلعة «قابلة للبيع».
ومن خلال هذه الطريقة لبناء قاعدة جماهيرية قوية مع دخل متاح، سيطرت الشركات الصغرى، أولاً، على قوة أعظم في مفاوضات التوزيع المبدئية لصالح فنانيهم الموسيقيين وهوامش ربحهم. عادةً ما تحصل عروض التوزيع الخاصة بالفنان «الهاوي» الجديد والذي أتى بقاعدة جماهيرية داخلية على صفقات مالية مسبقة أكثر مما حصل عليه الفنانون الموسيقيون في السابق بدون فرق الشارع التي تتشارك الموسيقى وتنشر الكلمات (التسويق الفيروسي) في جميع أنحاء البلد.

### مجموعات الشارع
غالبًا ما كان منصب ممثل فريق الشارع مشغولاً بأنصار فنان أو الشباب الذين يبحثون عن منصب تمهيدي في مجال الموسيقى. وفي كثير من الحالات، كانت شركات التسجيل تسعى إلى المراهق ذي التأثير الذي يُشار إليه بـ «صانع الأذواق» وتستخدمه كقناة لتوصيل التسجيلات إلى مراهقي الحي، وذلك لبالغ أثره على المراهقين الآخرين الباحثين عنه لمعرفة «ما هو المثير» أو «ما هو الشيء المثير التالي». يتم توجيه «صانع الأذواق» إلى إنشاء فريق في الشوارع لجعل فنان موسيقي غير معروف أكثر شعبية من خلال كلام الناس والدعاية.
كما يمكن تتبع تاريخ مفهوم تنظيم فرق ترويجية في مجال الأعمال الموسيقية إلى يناير 1975، عندما قام ستاركي وإيفانز، وهما مراهقان من معجبي فرقة كيس من تيري أوتي في إنديانا، بإنشاء ما عرف باسم جيش كيس كمجموعة من المعجبين الذين يكرسون جهودهم للترويج لاسم كيس. وعلى الرغم من أنه يمكن نسبة ذلك بشكل أكبر إلى أندية المعجبين، إلا أن المعجبين كانوا يعملون خارج منازلهم لترويج كيس إلى الأطفال الآخرين بالمدرسة أو أثناء التسكع في الخارج. تم الاستيلاء سريعًا على هذه الجماعة من قبل فرقة كيس نفسها وقد كان أعضاء هذه الجماعة يحصلون على إصدارات ومقاعد محدودة.
لا تزال فرق الشارع، التي عادة ما تكون غير مأجورة، الخاصة بفرق وفنانين مكونة من المراهقين الذين يحصلون على مكافآت تتمثل في سلع مجانية خاصة بالفرقة أو الدخول إلى الحفلات مقابل العديد من الأعمال:
- وضع الملصقات في مجتمعاتهم
- إحضار الأصدقاء إلى الحفلات
- إقناع الأصدقاء بشراء سلع الفرقة
- الاتصال بمحطة الراديو المحلية وطلب تشغيل أغانيهم
- إحضار البوسترات والأسطوانات إلى منظم الموسيقى المحلي في النوادي حيث يعمل
- النشر في منتديات الفرقة ووضع لوحات الإعلانات على الإنترنت
- متابعة المجلات أو المواقع المخصصة للفرقة

في بعض الحالات، تُخصص نقاط للشخص للقيام بعمل معين، ويمكن استبدال هذه النقاط بتذاكر للحفلات، أو سلع الفرقة. حتى أن بعض الفرق تقوم بإنتاج أشياء خاصة لأعضاء فرق الشارع فقط.